# Załęże (powiat kartuski)
Załęże, dodatkowa nazwa w języku kaszubskim Zôłãżé (niem. Zalensee) – wieś kaszubska w Polsce, położona w województwie pomorskim, w powiecie kartuskim, w gminie Przodkowo.
| SIMC    | Nazwa           | Rodzaj    |
| ------- | --------------- | --------- |
| 0169880 | Załęskie Piaski | część wsi |

Na niewielkim torfowisku przejściowym w pobliżu wsi znajduje się jedno z dwóch na Pomorzu Gdańskim współczesnych stanowisk bardzo rzadkiej turzycy skąpokwiatowej Carex pauciflora, rośliny zagrożonej wymarciem w regionie.

## Nazwa miejscowości
Pierwszy zapis dotyczący miejscowości pochodzi z roku 1565 i brzmi Załęże alias (tzn. inaczej) Nowe Kosowo. Oboczna nazwa Nowe Kosowo powtarzała się aż do okresu międzywojennego (1920-1939). Po stronie niemieckiej nazwa była zapisywana w formie Zalansze bądź Zalensee. Pierwszy wariant jest fonetycznym dostosowaniem nazwy polskiej, drugi nawiązuje do niemieckiego rzeczownika See o znaczeniu 'jezioro'. Sama nazwa Załęże jest prosta do objaśnienia. Tworzy ja rdzeń łęg oznaczający 'łąkę', mający zresztą to samo pochodzenie co rzeczownik łąka. Nazwa oznacza więc miejsce za łąką. Na podobnej zasadzie zbudowane są nazwy Zalesie (za lasem), Zarzecze (za rzeką) czy bardziej współczesne Zatorze (za torami).

## Historia miejscowości
Miejscowość ma metrykę stosunkowo późną, bo dopiero XVI wieczną (1565 r.). W XVII w. była określana jako pustkowie. Osada została ponownie zaludniona ok. roku 1639, a w roku 1654 została przekazana przez króla Polski Jana Kazimierza Janowi von Werden, mieszczaninowi gdańskiemu, w dożywotne użytkowanie. W późniejszym czasie, jako dobra dominialne, były dzierżawione przez Łebińskich, którzy w dworku załęskim mieli domową kaplicę.
W roku 1772 po I rozbiorze Polski w Królestwie Prus.
W roku 1892 wieś, łącznie z przyległościami Józefowo i Trzy Rzeki, miała 227 mieszkańców, 224 Kaszubów katolików i 3 Niemców ewangelików. W 1913 r. w majątku, którego ówczesnym właścicielem był Erben Heyers funkcjonowała wytwórnia torfu.
Od 1920 r. z przerwą na lata II wojny światowej w granicach Polski.
W latach 1975–1998 miejscowość należała administracyjnie do województwa gdańskiego.